# McLaren 750S
El McLaren 750S es un automóvil superdeportivo biplaza con motor central-trasero montado longitudinalmente y de tracción trasera, desarrollado y producido por fabricante británico McLaren Automotive.
Se presentó a finales de abril de 2023 el modelo 750S que pertenece a la familia conocida como "Super Series", el cual no se trata de un coche totalmente nuevo, sino esencialmente un rediseño del ya existente 720S. Está basado en el rendimiento, la conducción y las respuestas de este último, pero con varias mejoras en la puesta a punto.

## Especificaciones
Es 30 kg (66 libras) más ligero que antes derivado de los ajustes, mejoras en los materiales y al análisis de ingeniería asistida por computadora, logrando un peso total en seco de 1277 kg (2815 libras) y de 1389 kg (3062 libras) orden de marcha.
Está equipado con el mismo V8 biturbo de 3994 cm³ (4 L; 243,7 plg³), pero con la potencia aumentada también a 30 CV (22,1 kW) y el par a 30 N·m (22 lb·pie), llegando a 750 CV (740 HP; 552 kW) (de ahí el nombre) y 800 N·m (590 lb·pie), respectivamente. Con estas cifras es más potente que el P1. Otros cambios incluyen la vía delantera 6 mm más ancha, amortiguadores de doble válvula, una cremallera de la dirección más rápida y la transmisión con una relación final un 15% más corta. También se añaden un nuevo alerón trasero activo de mayores dimensiones para conseguir más carga aerodinámica a alta velocidad, el cual actúa como el DRS de la Fórmula 1 para reducir la resistencia del aire. Estéticamente, las puertas presentan unas hendiduras que sirven para canalizar el aire que pasa desde la parte delantera, con un nuevo divisor (splitter). Su defensa trasera también se aprecia rediseñada respecto al 720S.
Con todas las mejoras en su rendimiento y desempeño, logra acelerar de 0 a 100 km/h (62 mph) en 2.8 segundos, de 0 a 200 km/h (124 mph) en 7.2 segundos, al 1/4 de milla (402 m) en 10.1 segundos y una velocidad máxima de 332 km/h (206 mph). La frenada desde 100 km/h (62 mph) la hace en 30 m (98 pies) y desde 200 km/h (124 mph) en 113 m (371 pies). Sus emisiones según el ciclo WLTP son de 276 g (9,7 onzas)/km, mientras que su consumo según el ciclo NEDC es de 12,2 L/100 km (8,2 km/L; 19,3 mpgAm).
Además de la versión cupé, también estaría disponible en carrocería spider, los cuales no cambian demasiado respecto a su predecesor el 720S. Toda su producción hasta 2024 ya está reservada y asignada.

## Galería

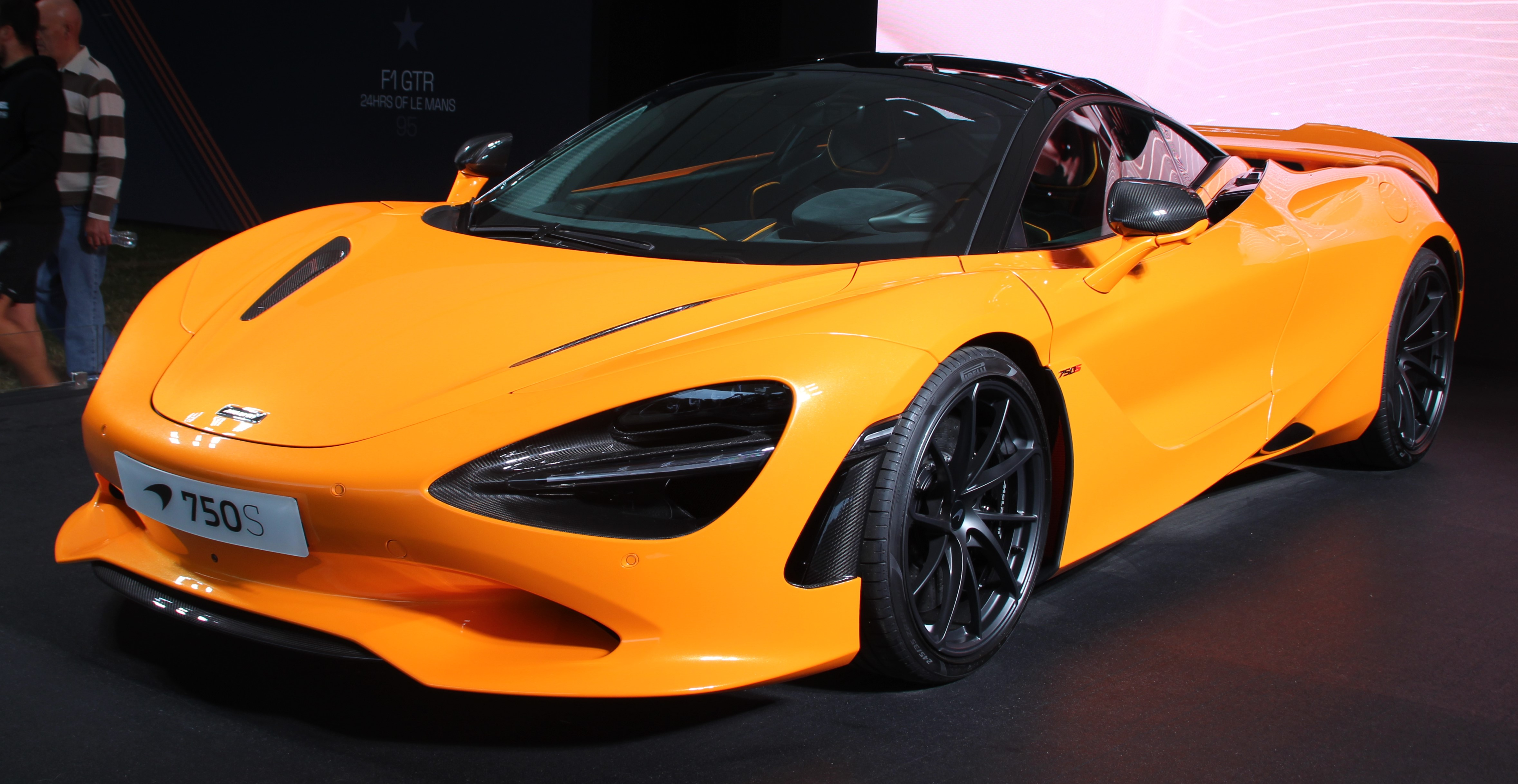
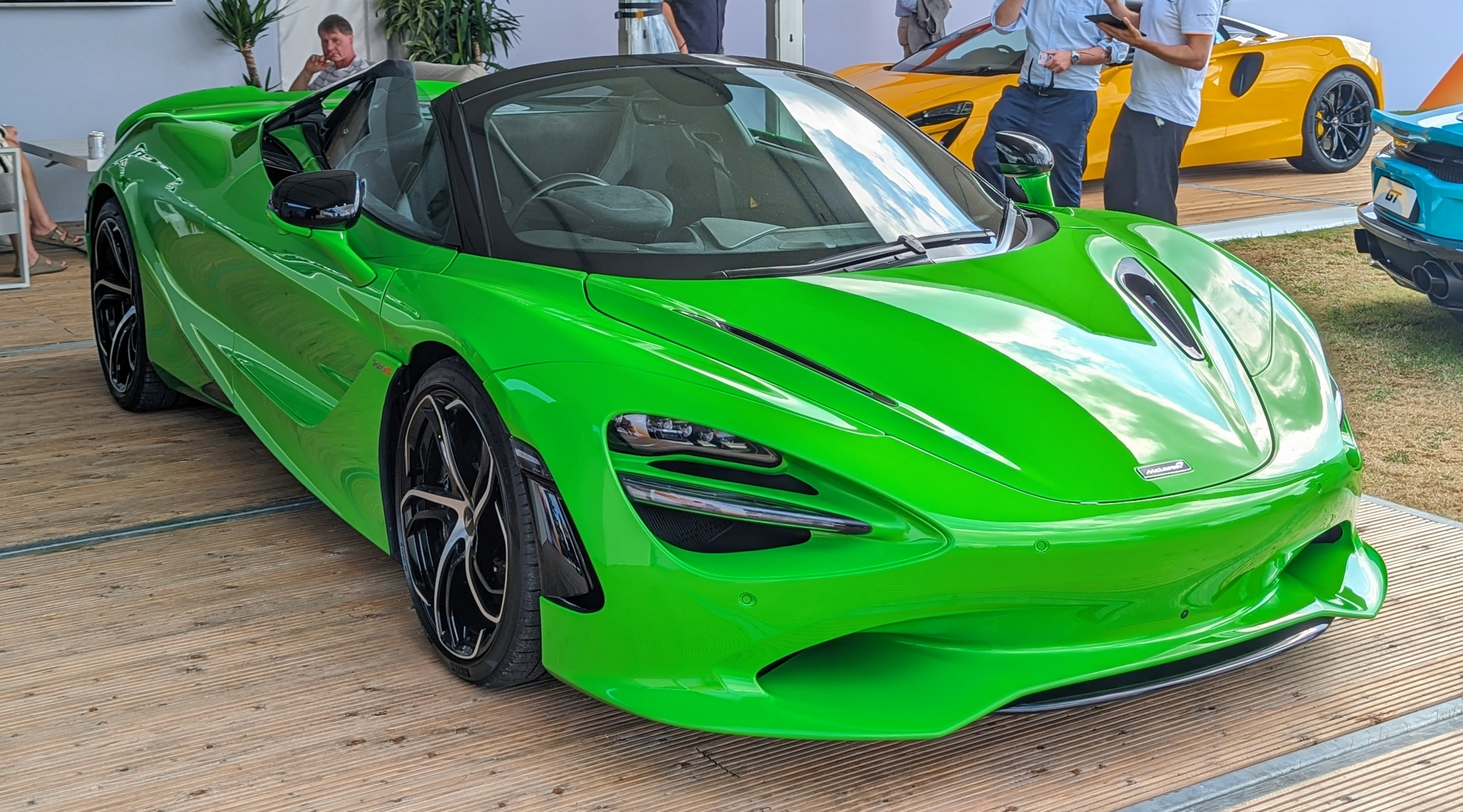
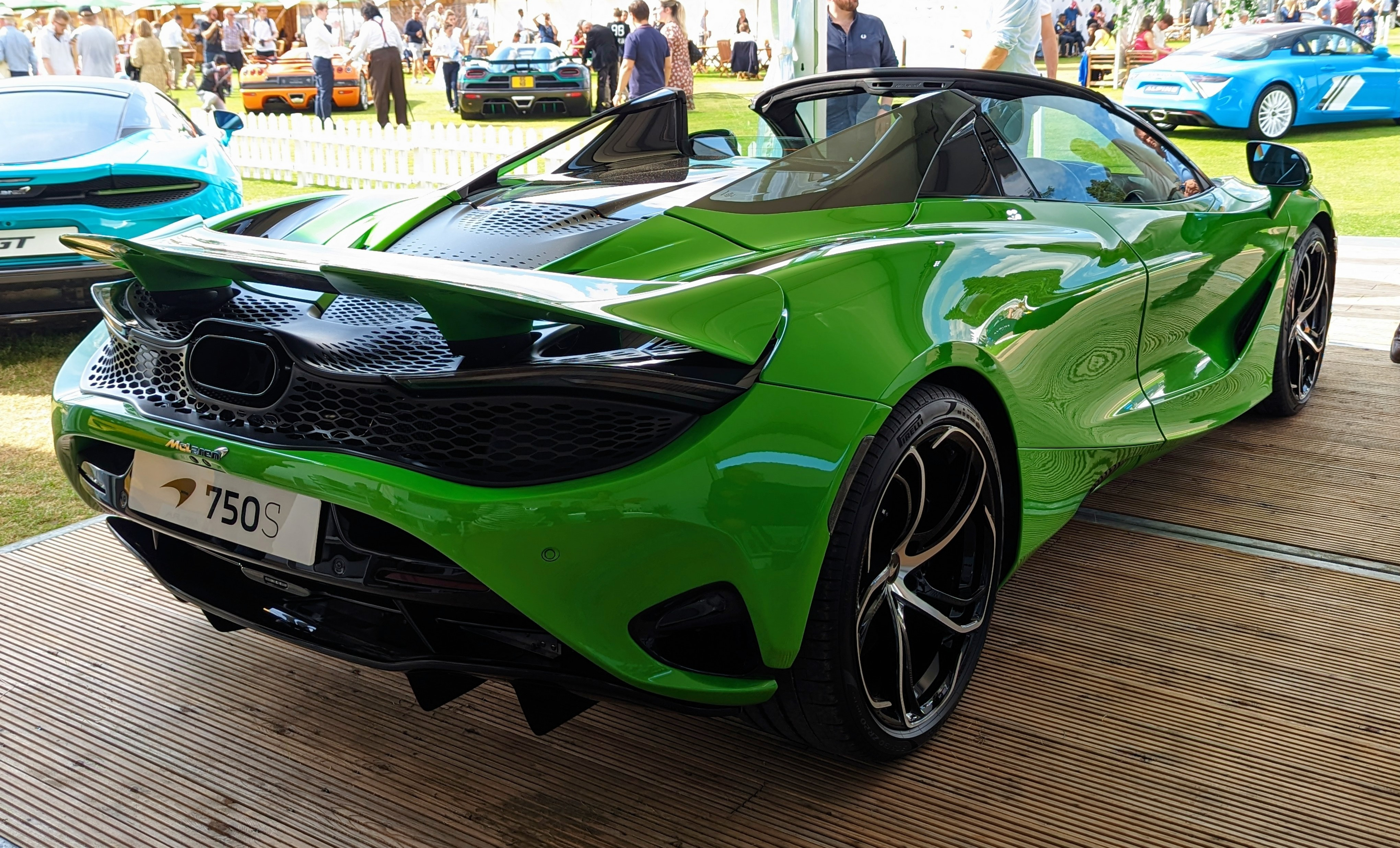
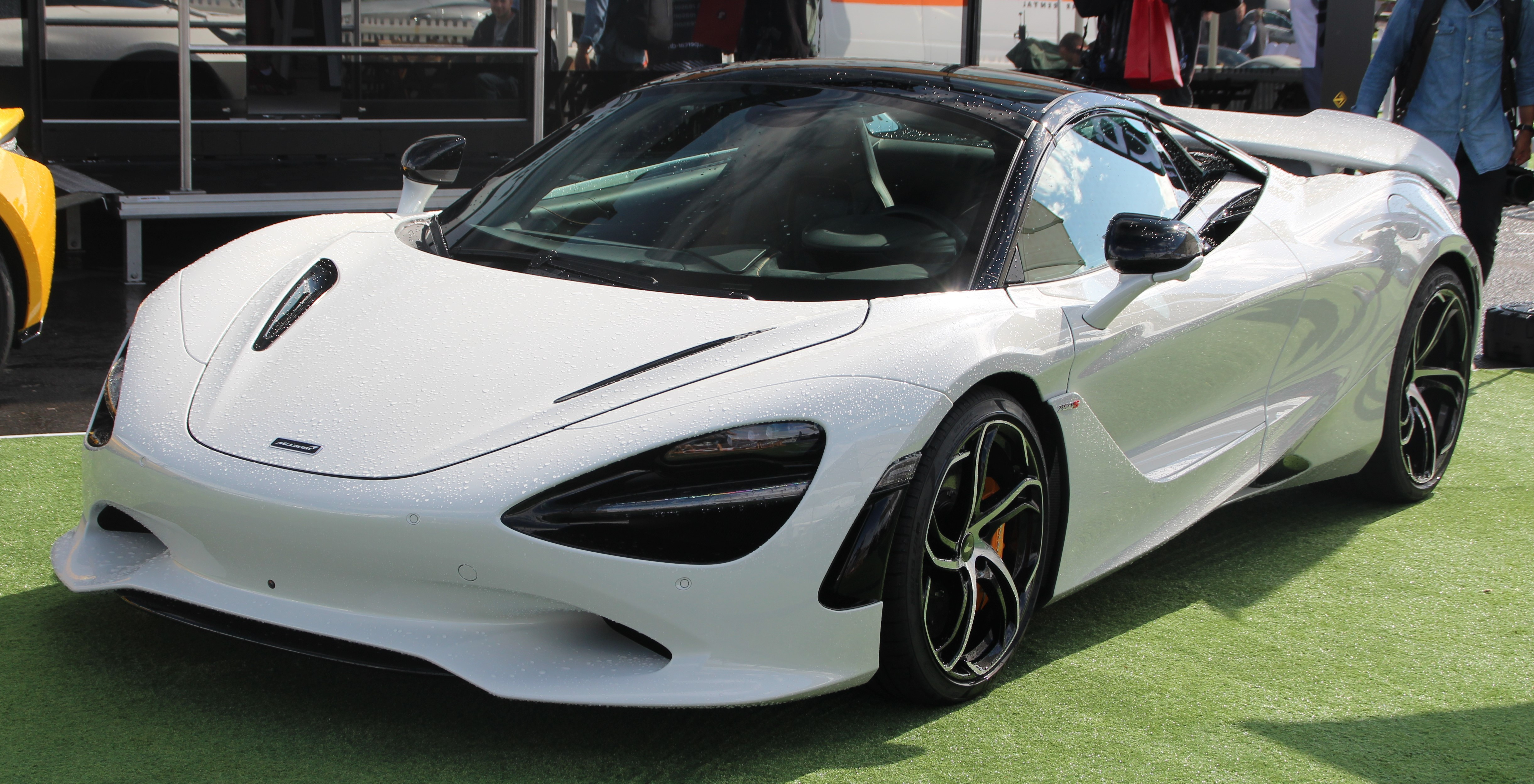
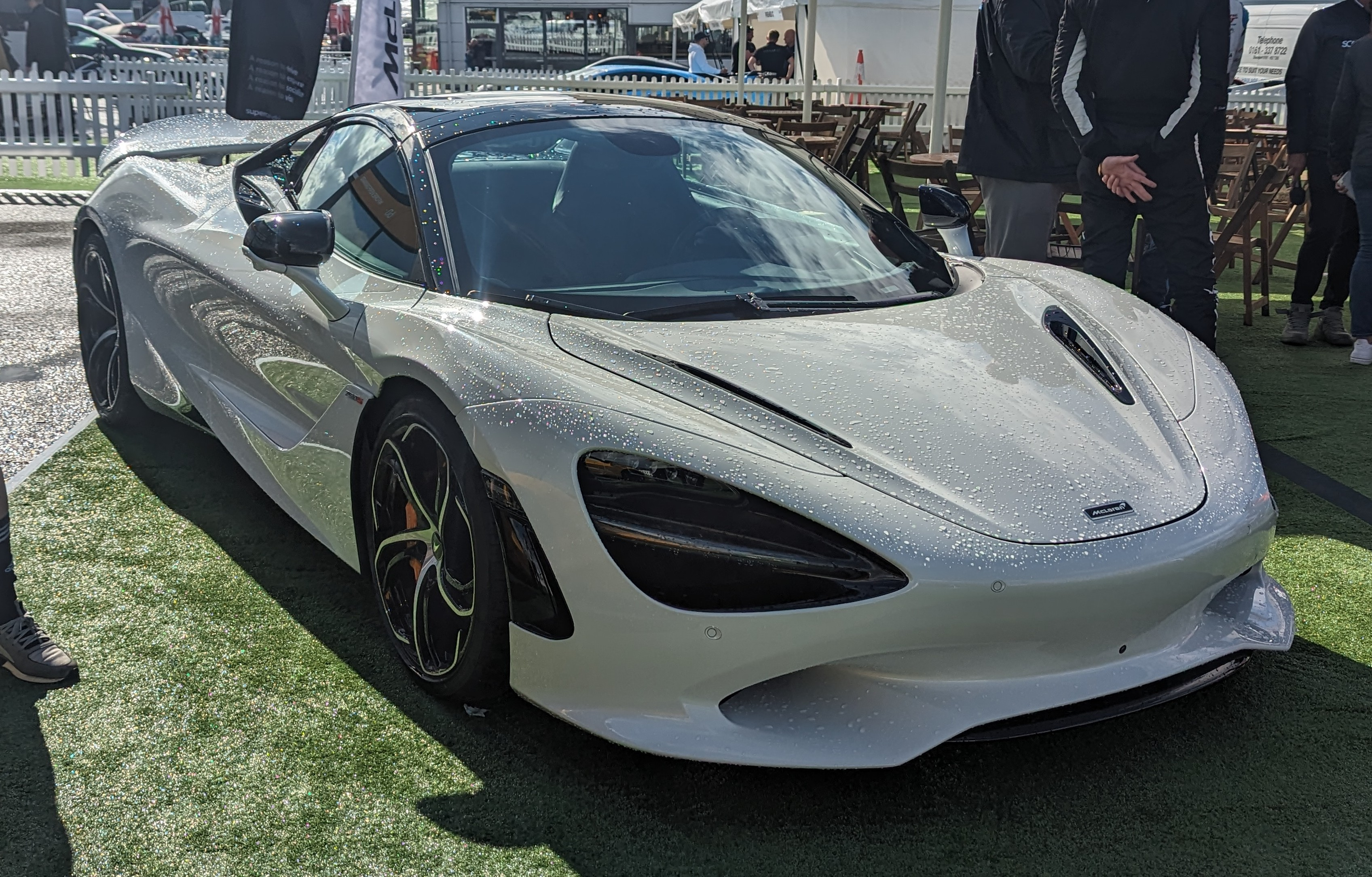